# Băneasa (Konstanca)
Băneasa – miasto w Rumunii, w okręgu Konstanca. Liczy 5353 mieszkańców (2002).